# Viettesia unipuncta
Viettesia unipuncta là một loài bướm đêm thuộc phân họ Arctiinae, họ Erebidae.